# 利芭咸
利芭咸是印度尼西亞廖內省下羅干縣Pasir Limau Kapas鎮下轄的唯一社區，為一個漁村亦是該鎮的政府駐地，利芭咸的面積大多數地處水上，因為黃昏的魅力利芭咸曾有「廖內之澳門」的綽號。到利芭咸可從該縣縣城峇眼亞比搭船1小時左右，或從北蘇門答臘省丹戎巴來市搭船2小時左右，而從北蘇門答臘省省會棉蘭市可以用汽車及摩托車到達。